# Olga Oelkers
Olga Oelkers, född 21 maj 1887, död 10 januari 1969, var en tysk fäktare.
Oelkers blev olympisk bronsmedaljör i florett vid sommarspelen 1928 i Amsterdam.